# The Glee Project
Проект «Хор» (англ. The Glee Project) — американское реалити-шоу, снятое по заказу канала «Oxygen». Приз конкурса — роль в семи эпизодах популярного сериала «Хор» канала «FOX».
Первоначально планировалась начать показ шоу в конце мая 2011, но премьера состоялась 12 июня 2011 года. В Канаде сериал выходил на канале «Slice» с 26 июня начиная с двух-часовой премьеры — в первой части зрители наблюдали процесс отбора конкурсантов. В Великобритании сериал выходил на «Sky One» с 14 июля 2011 года.
Исполнительные продюсеры сериала, Райан Мёрфи и Данте Ди Лорето, также взяли на себя эти обязанности в работе над проектом, а директор по кастингу Роберт Ульрих также занимался поиском потенциальных участников шоу.
Дэмиан МакГинти и Сэмюэль Ларсен стали победителями первого сезона. Линдси Пирс и Алекс Ньюэлл также выиграли роли в сериале, а Камерон Митчелл, ушедший из проекта в 7-м эпизоде, стал «фаворитом зрителей» и получил приз в $10 тысяч. Пирс появилась в сериале в роли Хармони в первом и восьмом эпизоде третьего сезона «The Purple Piano Project» и «Hold on to Sixteen», а Дэмиан появился в четвёртом эпизоде «Pot O’ Gold» и последующих. Ларсен и Ньюэлл принимают участие в съёмках со второй половины третьего сезона.
Победитель второго сезона Блейк Дженнер получил в сериале роль Райдера Линна (начиная с эпизода «The Role You Were Born to Play»), а занявшая второе место Али Строукер появилась в эпизоде «I Do».

## Конкурс
Каждый эпизод состоит из нескольких этапов подготовки к конкурсу:
Домашнее заданиеУчастники получают задание в виде одной песни, которую нужно подготовить к исполнению. В начале каждого эпизода участник исполняет её перед «приглашённым судьёй» — одним из актёров сериала «Хор». Победитель получает право индивидуальной беседы с актёром, а также главную роль в музыкальном видео.
Видео (групповое исполнение)Участники снимают музыкальный клип по мотивам сериала «Хор». Они записывают своё партии в студии под руководством продюсера Никки Андерс. Постановкой хореографии занимается Зак Вудли и/или его ассистентка Брук Липтон. За процессом наблюдает директор по кастингу, Роберт Ульрих.
ПриглашениеВ этот период зрители узнают имена трёх участников с самыми низкими показателями. Обсуждением недостатков занимаются Роберт Ульрих и Зак Вудли (которого в 8-м эпизоде заменила Никки Андерс). Затем судьи выбирают участникам песню для исполнения, которая поможет им улучшить результаты.
Последний шансТри участника с самыми худшими показателями исполняют песни перед Райаном Мёрфи. При участии Вудли и Ульриха он решает, кто из этих троих покинет проект.
Последнее приглашениеВ отличие от многих подобных реалити-шоу, участником не сообщают напрямую об их вынужденном уходе. Они узнают решение судей из списка прошедших в следующий эпизод. На этом этапе выбывший исполняет песню «Keep Holding On» из репертуара Аврил Лавин.

## Первый сезон

### Участники
| Участник                | Возраст | Родной город                 | Статус       | Дата ухода     | Примечания    |
| ----------------------- | ------- | ---------------------------- | ------------ | -------------- | ------------- |
| Дэмиан МакГинти-Младший | 18      | Дерри, Северная Ирландия     | Победитель   | н/д            | [ 5 ]         |
| Сэмюэль Ларсен          | 19      | Лос-Анджелес, Калифорния     | Победитель   | н/д            | [ 6 ]         |
| Линдси Пирс             | 19      | Модесто, Калифорния          | 2-е место    | н/д            | [ 7 ]         |
| Алекс Ньюэлл            | 18      | Линн, Массачусетс            | 2-е место    | н/д            | [ 8 ]         |
| Ханна МакЯлвейн         | 19      | Эшвилл, Северная Каролина    | 8-я выбывшая | 7 августа 2011 | [ 9 ]         |
| Камерон Митчелл         | 21      | Форт-Ворт, Техас             | 7-й выбывший | 31 июля 2011   | [ 10 ] [ 11 ] |
| Марисса Фон Бликен      | 19      | Нью-Йорк, Нью-Йорк           | 6-я выбывшая | 24 июля 2011   | [ 12 ]        |
| Матеус Фернандес        | 19      | Атланта, Джорджия            | 5-й выбывший | 17 июля 2011   | [ 13 ] [ 14 ] |
| МакКинли Абрахам        | 19      | Падуя, Кентукки              | 4-я выбывшая | 10 июля 2011   | [ 15 ]        |
| Эмили Васекс            | 22      | Нью-Йорк, Нью-Йорк           | 3-я выбывшая | 26 июня 2011   | [ 16 ]        |
| Эллис Вайли             | 18      | Грейслэйк, Иллинойс          | 2-я выбывшая | 19 июня 2011   | [ 17 ] [ 18 ] |
| Брайс Росс-Джонсон      | 22      | Вестлейк-Вилладж, Калифорния | 1-й выбывший | 12 июня 2011   | [ 19 ]        |

### Эпизоды
| Номер | Название        | Кол-во зрителей (млн.) | Премьера        | Выбывший |
| --- | --------------- | ---------------------- | --------------- | -------- |
| 0 | «The Top 12»    | TBA                    | 12 июня 2011    | N/A      |
| Отбор участников для проекта. |                 |                        |                 |          |
| 1 | «Individuality» | 0.455                  | 12 июня 2011    | Брайс    |
| - Судья: Даррен Крисс (Блэйн Андерсон) - Задание: «Signed, Sealed, Delivered I’m Yours» — Stevie Wonder - Победитель: Матеус - Видео: «Firework» — Katy Perry - Шанс: - Дэмиан — «Jessie’s Girl» — Rick Springfield - Брайс — «Just the Way You Are» — Bruno Mars — Выбыл - Эллис — «Big Spender» — Sweet Charity |                 |                        |                 |          |
| 2 | «Theatricality» | 0.527                  | 19 июня 2011    | Эллис    |
| - Судья: Идина Мэнзель (Шелби Коркоран) - Задание: «Bad Romance» — Lady Gaga - Победитель: Алекс - Видео: «We’re Not Gonna Take It» — Twisted Sister - Шанс: - Эллис — «Mack the Knife» — The Threepenny Opera — Выбыла - Матеус — «Gives You Hell» — The All-American Rejects - МакКинли — «Piece of My Heart» — Janis Joplin |                 |                        |                 |          |
| 3 | «Vulnerability» | 0.591                  | 26 июня 2011    | Эмили    |
| - Судья: Дот-Мари Джонс (Тренер Бист) - Задание: «Please Don't Leave Me» — Pink - Победитель: Матеус - Видео: «Mad World» — Michael Andrews featuring Gary Jules - Шанс: - Камерон — «Your Song» — Elton John - Эмили — «Grenade» — Bruno Mars — Выбыла - Дэмиан — «Are You Lonesome Tonight?» — Elvis Presley |                 |                        |                 |          |
| 4 | «Dance Ability» | 0.745                  | 10 июля 2011    | МакКинли |
| - Судья: Гарри Шам-Младший (Майк Ченг) - Задание: «Hey, Soul Sister» — Train - Победитель: Сэмюэль - Видео: «U Can’t Touch This» — MC Hammer - Шанс: - МакКинли — «Last Name» — Carrie Underwood — Выбыла - Матеус — «Down» — Jay Sean - Алекс — «I Will Always Love You» — Whitney Houston |                 |                        |                 |          |
| 5 | «Pairability»   | TBA                    | 17 июля 2011    | Матеус   |
| - Судья: Даррен Крисс (Блэйн Андерсон) - Задание: «Need You Now» — Lady Antebellum - Победитель: Марисса - Видео: - Дэмиан и Матеус — «The Lady Is a Tramp» — Sammy Davis, Jr. - Ханна и Алекс — «Nowadays» — Chicago - Марисса и Сэмюэль — «Don’t You Want Me» — The Human League - Камерон и Линдси — «Baby, It’s Cold Outside» — Frank Loesser - Шанс: - Ханна и Алекс — «Valerie» — Mark Ronson and Amy Winehouse - Дэмиан и Матеус — «These Boots Are Made for Walkin'» — Nancy Sinatra - Камерон и Линдси — «River Deep — Mountain High» — Ike & Tina Turner - Худшие: - Алекс - Камерон - Матеус — Выбыл |                 |                        |                 |          |
| 6 | «Tenacity»      | 1.270                  | 24 июля 2011    | Марисса  |
| - Судья: Макс Адлер (Дэйв Карофски) - Задание: «Bulletproof» — La Roux - Победитель: Марисса - Видео: «Ice Ice Baby» — Vanilla Ice / «Under Pressure» — Queen featuring David Bowie - Шанс: - Алекс — «And I Am Telling You I’m Not Going» — Dreamgirls - Марисса — «Hate On Me» — Jill Scott — Выбыла - Камерон — «Love Can Wait» — Cameron Mitchell |                 |                        |                 |          |
| 7 | «Sexuality»     | TBA                    | 31 июля 2011    | Камерон  |
| - Судья: Марк Сэллинг (Ноа Пакерман) и Эшли Финк (Лорен Зайс) - Задание: «Like A Virgin» — Madonna - Победитель: Сэмюэль - Видео: «Teenage Dream» — Katy Perry - Шанс: - Алекс — «I Will Survive» — Gloria Gaynor - Камерон — «Blackbird» — The Beatles — Ушёл - Дэмиан — «Danny Boy» — Weatherly Примечания: Райан Мёрфи сообщил, что своим уходом Камерон спас Дэмиана от выбывания. |                 |                        |                 |          |
| 8 | «Believability» | 0.912                  | 7 августа 2011  | Ханна    |
| - Судья: Дженна Ашковиц (Тина Коэн-Ченг) - Задание: «True Colors» — Cyndi Lauper - Победитель: Ханна - Видео: «The Only Exception» — Paramore - Шанс: - Ханна — «Back to December» — Taylor Swift — Выбыла - Линдси — «Maybe This Time» — Cabaret - Сэмюэль — «Animal» — Neon Trees |                 |                        |                 |          |
| 9 | «Generosity»    | TBA                    | 14 августа 2011 | N/A      |
| - Судья: Кевин МакХэйл (Арти Абрамс) - Задание: «Lean On Me» — Bill Withers - Победитель: Линдси - Видео: «Sing» — My Chemical Romance - Шанс: - Алекс — «His Eye Is on the Sparrow» — Civilla D. Martin - Линдси — «Defying Gravity» — Wicked - Дэмиан — «I've Gotta Be Me» — Sammy Davis, Jr. - Сэмюэль — «My Funny Valentine» — Babes in Arms Выбывших нет |                 |                        |                 |          |
| 10 | «Glee-ality»    | 1.24                   | 21 августа 2011 | N/A      |
| - Судья: Райан Мёрфи - Задание: «Don’t Stop Believin'» — Journey - Видео: «Raise Your Glass» — Pink - Шанс: - Линдси — «Gimme Gimme» — Thoroughly Modern Millie - Дэмиан — «Beyond the Sea» — Charles Trenet - Сэмюэль — «Jolene» — Dolly Parton - Алекс — «I Am Changing» — Dreamgirls Выиграли право на участие в 2-х эпизодах: Алекс Ньюэлл и Линдси Пирс Выиграли право на участие в 7-ми эпизодах: Дэмиан МакГинти и Сэмюэль Ларсен |                 |                        |                 |          |

### Достижения
| Дэмиан   | Р | О | Р | О | О | О   | Р | О   | Р   | П (7) |  |  |  |
| Сэмюэль  | О | О | О | Ш | О | О   | Ш | Р   | Р   | П (7) |  |  |  |
| Линдси   | О | О | О | О | О | О   | О | Р   | Ш/Р | П (2) |  |  |  |
| Алекс    | О | Ш | О | Р | Р | Р   | Р | О   | Р   | П (2) |  |  |  |
| Ханна    | О | О | О | О | О | О   | О | Ш/В |     |       |  |  |  |
| Камерон  | О | О | Р | О | Р | Р   | У |     |     |       |  |  |  |
| Марисса  | О | О | О | О | Ш | Ш/В |   |     |     |       |  |  |  |
| Матеус   | Ш | Р | Ш | Р | В |     |   |     |     |       |  |  |  |
| МакКинли | О | Р | О | В |   |     |   |     |     |       |  |  |  |
| Эмили    | О | О | В |   |   |     |   |     |     |       |  |  |  |
| Эллис    | Р | В |   |   |   |     |   |     |     |       |  |  |  |
| Брайс    | В |   |   |   |   |     |   |     |     |       |  |  |  |

Сокращения
 Ш  выиграл(а) шанс без угрозы выбыть

 Ш/Р  выиграл(а) шанс, но рискует выбыть

 Р  рискует выбыть

 В  выбыл(а) из проекта

 Ш/В  выиграл(а) шанс, но выбыл

 У  покинул(а) проект, рискуя проиграть

 П (2)  участие в 2-х эпизодах сериала

 П (7)  участие в 7-ми эпизодах сериала

## Второй сезон

### Участники
| Участник            | Возраст | Родной город                           | Статус        | Дата ухода     | Примечания    |
| ------------------- | ------- | -------------------------------------- | ------------- | -------------- | ------------- |
| Блейк Дженнер       | 19      | Майами, Флорида                        | Победитель    | н/д            | [ 26 ] [ 27 ] |
| Али Строукер        | 24      | Нью-Йорк, Нью-Йорк                     | 2-е место     | н/д            | [ 28 ] [ 29 ] |
| Айлин Байрамоглу    | 19      | Чикаго, Иллинойс                       | 3-е место     | н/д            | [ 30 ] [ 31 ] |
| Лили Мей Харрингтон | 18      | Дэннис, Массачусетс                    | 11ая выбывшая | август 7, 2012 | [ 32 ] [ 33 ] |
| Майкл Уайзман       | 18      | Чикаго, Иллинойс                       | 10ый выбывший | август 7, 2012 | [ 34 ] [ 35 ] |
| Шенна Хендерсон     | 21      | Оберн, Алабама                         | 9ая выбывшая  | июль 31, 2012  | [ 36 ] [ 37 ] |
| Эбрахам Лим         | 24      | Куинс, Нью-Йорк/ Сан-Диего, Калифорния | 8ой выбывший  | июль 24, 2012  | [ 28 ] [ 38 ] |
| Нелли Вайтенхеймер  | 19      | Такома, Вашингтон                      | 7ая выбывшая  | июль 17, 2012  | [ 39 ] [ 40 ] |
| Чарли Любек         | 22      | Чикаго, Иллинойс                       | 6ой выбывший  | июль 10, 2012  | [ 41 ] [ 42 ] |
| Марио Бондс         | 24      | Ланхам, Мэриленд                       | 5ый выбывший  | июль 3, 2012   | [ 43 ] [ 44 ] |
| Тайлер Форд         | 21      | Бока-Ратон, Флорида                    | 4ый выбывший  | июнь 26, 2012  | [ 45 ] [ 46 ] |
| Дэни Шей            | 23      | Орландо, Флорида                       | 3ья выбывшая  | июнь 12, 2012  | [ 47 ] [ 48 ] |
| Тайрин Дуглас       | 22      | Детройт, Мичиган                       | 2ая выбывшая  | июнь 12, 2012  | [ 49 ] [ 50 ] |
| Максфилд Кэмп       | 22      | Нашвилл, Теннесси                      | 1ый выбывший  | июнь 5, 2012   | [ 51 ] [ 52 ] |

### Эпизоды
| Номер | Название                                  | Кол-во зрителей (млн.) | Премьера        | Выбывший      |
| --- | ----------------------------------------- | ---------------------- | --------------- | ------------- |
| 0 | «The Glee Project Season 2: The Final 14» | N/A                    | 2 июня 2012     | N/A           |
| Отбор участников для проекта. - Судьи: Сэмюэль Ларсен (Джо Харт), Дэмиан МакГинти (Рори Фланаган), Алекс Ньюэлл (Уэйд "Уникальный" Адамс) - Видео: «The Edge of Glory» — Lady Gaga Примечание: Судьи, Роберт Ульрих и Зак Вудли, появились в видео в роли самих себя. |                                           |                        |                 |               |
| 1 | «Individuality»                           | 0.389                  | 5 июня 2012     | Максфилд      |
| - Судья: Лиа Мишель (Рэйчел Берри) - Задание: «Born This Way» — Lady Gaga - Победитель: Шенна - Видео: «Here I Go Again» — Whitesnake - Шанс: - Айлин — «Without You» — David Guetta - Тайлер — «ABC» — The Jackson 5 - Максфилд — «Always on My Mind» — Вилли Нельсон — Выбыл Примечание: Икбал Теба появляется в видео в роли директора Фиггинса. |                                           |                        |                 |               |
| 2 | «Dance-ability»                           | 0.474                  | 12 июня 2012    | Тайрин и Дэни |
| - Судья: Сэмюэль Ларсен (Джо Харт) - Задание: «We Got the Beat» — The Go-Go's - Победитель: Эбрахам - Видео: «Party Rock Anthem» — LMFAO - Шанс: - Дэни — «Landslide» — Fleetwood Mac — Выбыла - Тайлер — «Daniel» — Элтон Джон - Лили — «Man! I Feel Like a Woman!» — Шанайя Твейн Примечание: Тайрин отказалась от участия до показа домашнего задания. |                                           |                        |                 |               |
| 3 | «Vulnerability»                           | 0.487                  | 19 июня 2012    | нет           |
| - Судья: Кори Монтейт (Финн Хадсон) - Задание: "My Life Would Suck Without You" – Kelly Clarkson - Победитель: Нелли - Видео: «Everybody Hurts» — R.E.M. - Шанс: - Марио — «Over the Rainbow» — Harold Arlen - Чарли — «Fix You» — Coldplay - Лили — «Mercy» — Duffy - В этом эпизоде никто не выбыл. |                                           |                        |                 |               |
| 4 | «Sexuality»                               | 0.640                  | 26 июня 2012    | Тайлер        |
| - Судья: Ная Ривера (Сантана Лопез) - Задание: "I Wanna Sex You Up" – Color Me Badd - Победитель: Чарли - Видео: "Moves Like Jagger" – Maroon 5 и Christina Aguilera/"Milkshake" – Kelis - Шанс: - Чарли — "I Get a Kick Out of You" – Cole Porter - Тайлер — "Smile" – Charlie Chaplin — Выбыл - Майкл — "Lucky" – Jason Mraz feat. Colbie Caillat |                                           |                        |                 |               |
| 5 | «Adaptability»                            | 0.495                  | 3 июля 2012     | Марио         |
| - Судья: Кевин Макхейл (Арти Абрамс) - Задание: "You Oughta Know" – Alanis Morissette - Победитель: Айлин - Видео: "Price Tag" – Jessie J - Шанс: - Нелли & Блейк — "Waiting for a Girl Like You" – Foreigner - Али & Эбрахам – "Last Friday Night" – Katy Perry - Марио & Чарли – "Don't Let the Sun Go Down on Me" – Elton John - Оставшиеся трое: - Эбрахам - Марио - Выбыл - Чарли |                                           |                        |                 |               |
| 6 | «Fearlessness»                            | 0.507                  | 10 июля 2012    | Чарли         |
| - Судья: Джейн Линч (Сью Сильвестр) - Задание: "Now That We Found Love" – Heavy D & The Boyz - Победитель: Лили - Видео: "Hit Me With Your Best Shot" – Pat Benatar / "One Way or Another" – Blondie - Шанс: - Айлин — "Take a Bow" – Rihanna - Чарли — "It's Not Unusual" – Tom Jones — Выбыл - Нелли — "If I Were a Boy" – Beyoncé - Рок Энтони сыграл эпизодическую роль Рика "Стик" Нельсона в видео. |                                           |                        |                 |               |
| 7 | «Theatricality»                           | 0.342                  | 17 июля 2012    | Нелли         |
| - Судья: Грант Гастин (Себастьян Смайт) - Задание: "I Hope I Get It" – A Chorus Line - Победитель: Али - Видео: "When I Grow Up" – Pussycat Dolls - Шанс: - Эбрахам — "Stereo Hearts" – Gym Class Heroes ft. Adam Levine - Нелли — "I'm the Only One" – Melissa Etheridge — Выбыла - Лили — "Someone Like You" – Adele - Участники играли в видео следующие роли: Майкл - Элвис Пресли, Айлин - Мадонна, Эбрахам - Дэвид Боуи, Блейк - Бой Джордж, Лили - Синди Лопер, Али - Кэти Перри, Шенна - Леди Гага, Нелли - Бритни Спирс. |                                           |                        |                 |               |
| 8 | «Tenacity»                                | 0.357                  | 24 июля 2012    | Эбрахам       |
| - Судья: Эмбер Райли (Мерседес Джонс) - Задание: "Survivor" – Destiny's Child - Победитель: Али - Видео: "Eye of the Tiger" – Survivor - Шанс: - Майкл - "Brick" – Ben Folds Five - Эбрахам - "Man in the Mirror" – Michael Jackson — Выбыл - Лили - "I'm the Greatest Star" – Funny Girl |                                           |                        |                 |               |
| 9 | «Romanticality»                           | 0.339                  | 31 июля 2012    | Шенна         |
| - Судья: Даррен Крисс (Блейн Андерсон) - Задание: "More Than Words" – Extreme - Победитель: Блейк - Видео: "We Found Love" – Rihanna - Шанс: - Айлин - "The First Time Ever I Saw Your Face" – Roberta Flack - Блейк - "Losing My Religion" – R.E.M. - Шенна - "Stronger" – Kelly Clarkson — Выбыла - Нуну Беттанкур из Extreme аккомпанирует во время домашнего задания. Икбал Теба сыграл эпизодическую роль директора Фиггинса в видео.                                                                                        |                                           |                        |                 |               |
| 10 | «Actability»                              | N/A                    | 7 августа 2012  | Майкл и Лили  |
| - Судья: Дианна Агрон (Куинн Фабре) - Задание: "Addicted to Love" – Robert Palmer - Победитель: Майкл - Видео: "Perfect" – Pink - Шанс: - Майкл - "Girls Just Want to Have Fun" – Cyndi Lauper — Выбыл - Лили - "Son of a Preacher Man" – Dusty Springfield — Выбыла - Али – "Here's to Us" – Halestorm - Блейк – "I'm Still Standing" – Elton John - Айлин – "Fighter" – Christina Aguilera |                                           |                        |                 |               |
| 11 | «Glee-ality»                              | N/A                    | 14 августа 2012 | N/A           |
| - Судья: Крис Колфер (Курт Хаммел) - Задание: "You Can't Stop the Beat" – Hairspray - Победители: Али, Айлин и Блейк - Видео: "Tonight Tonight" – Hot Chelle Rae - Шанс: - Али — "Popular" – Wicked - Блейк — "I'll Be" – Edwin McCain - Айлин — "Rolling in the Deep" – Adele Победитель, который снимется в 7-ми эпизодах Glee: Блейк Дженнер |                                           |                        |                 |               |

### Достижения
| Али      | О | О | О | О   | О | О | Ш | Ш | О   | Р   |       |  |  |  |  |  |  |  |  |
| Айлин    | Р | О | О | О   | Ш | Р | О | О | Р   | Р   |       |  |  |  |  |  |  |  |  |
| Блейк    | О | О | О | О   | О | О | О | О | Ш/Р | Р   | П (7) |  |  |  |  |  |  |  |  |
| Лили     | О | Р | Р | О   | О | Ш | Р | Р | О   | В   |       |  |  |  |  |  |  |  |  |
| Майкл    | О | О | О | Р   | О | О | О | Р | О   | Ш/В |       |  |  |  |  |  |  |  |  |
| Шенна    | Ш | О | О | О   | О | О | О | О | В   |     |       |  |  |  |  |  |  |  |  |
| Эбрахам  | О | Ш | О | О   | Р | О | Р | В |     |     |       |  |  |  |  |  |  |  |  |
| Нелли    | О | О | Ш | О   | О | Р | В |   |     |     |       |  |  |  |  |  |  |  |  |
| Чарли    | О | О | Р | Ш/Р | Р | В |   |   |     |     |       |  |  |  |  |  |  |  |  |
| Марио    | О | О | Р | О   | В |   |   |   |     |     |       |  |  |  |  |  |  |  |  |
| Тайлер   | Р | Р | О | В   |   |   |   |   |     |     |       |  |  |  |  |  |  |  |  |
| Дэни     | О | В |   |     |   |   |   |   |     |     |       |  |  |  |  |  |  |  |  |
| Тайрин   | О | У |   |     |   |   |   |   |     |     |       |  |  |  |  |  |  |  |  |
| Максфилд | В |   |   |     |   |   |   |   |     |     |       |  |  |  |  |  |  |  |  |

Сокращения
О остался без угрозы выбыть

 Ш  выиграл(а) шанс без угрозы выбыть

 Ш/Р  выиграл(а) шанс, но рискует выбыть

 Р  рискует выбыть

 В  выбыл(а) из проекта

 Ш/В  выиграл(а) шанс, но выбыл

 У  покинул(а) проект
 П (7)  участие в 7-ми эпизодах сериала

## Мировой показ
| Страна / Регион | Канал        | Премьера                  | Примечания |
| --- | ------------ | ------------------------- | ---------- |
| Австралия | Eleven       | 15 июля - 9 сентября 2011 | [ 56 ]     |
| Бразилия | Fox Brasil   | 26 июня 2011              | [ 57 ]     |
| Канада | Slice        | 26 июня 2011              | [ 58 ]     |
| Новая Зеландия | FOUR         | 8 августа 2011            | [ 59 ]     |
| Филиппины | ETC, Jack TV | 13 июня 2011              | [ 60 ]     |
| Юго-Восточная Азия · Гонконг · Индонезия · Малайзия · Мьянма · Филиппины · Сингапур · Китайская Республика · Таиланд · Вьетнам | STAR World   | 15 августа 2011           | [ 61 ]     |
| США | Oxygen       | 12 июня 2011              | н/д        |